# Мадяраби
Мадяраби (угор. magyarabok) — плем'я, яке проживає в Нубії, на кордоні Єгипту і Судану. Імовірно, складається з нащадків угорців, які прибули до Нубії в XVI столітті для несення прикордонної служби, і змішалися з місцевими племенами. Чисельність мадярабів за різними даними оцінюється від 10—12 (оцінка сходознавця Іштвана Фодора) до 60 тисяч чоловік (оцінка прессекретаря Товариства мадярабів Мохамеда Хасана Османа).

## Етимологія
Назва «мадяраб» не є портмантом слова «мадяр» та «араб», як це прийнято вважати. Радше за все, це конкатенація термінів «мадяр» та «аб», що на нубійських мовах просто означає «плем'я», тобто «плем'я мадярів».

## Історія
Імовірно, угорці що прийняли іслам, опинилися в Єгипті в 1517 році, коли султан Османської імперії Селім I прийняв їх на службу і направив охороняти нубійський кордон. За легендами мадярабів, вони походять від якогось Ібрагіма ель-Мадяра, воєначальника з Буди, у якого народився син Алі від місцевої нубійки; Алі, зі свого боку, мав п'ятьох синів, які нібито і стали родоначальниками всієї громади мадярабів. Знову «відкриті» мадяраби були в 1920-х роках мандрівником Ласло Алмаші. У 1992 році вони були прийняті до Всесвітньої ради угорців.
Зараз мадяраби забули угорську мову, але їхня говірка має певні риси цієї мови.
Близько 400 мадярабів живуть у Каїрі. Ще одна громада, відмінна від мадярабів, але також виводить своє походження з Угорщини (правда, що відносить свою появу в Африці до часів Марії-Терезії), проживає в Асуані.